# اتحاد فوق وطني
الاتحاد فوق الوطني (بالإنجليزية: Supranational union)‏ أو الاتحاد المتجاوز للحدود الوطنية أو الاتحاد المتجاوز القوميات، نوع من الاتحادات السياسية متعددة الجنسيات حيث تُكلّف هيئة ما مختارة من قبل حكومات الدول الأعضاء بالسلطة التفاوضية.
يستخدم المصطلح أحيانًا لوصف الاتحاد الأوروبي كنوع جديد من الكيانات السياسية.
يستخدم المصطلح «فوق وطني» أحيانًا بمعنى فضفاض وغير محدد ضمن سياقات أخرى كبديل عن مصطلح دولي أو عابر للحدود الوطنية أو عالمي.
هناك طريقة أخرى لعملية صناعة القرار في المنظمات الدولية وهي الحكومية الدولية التي تلعب فيها حكومات الولايات دورًا أكثر بروزًا.

## المنشأ كمفهوم قانوني
بعد إسقاط القنابل الذرية على هيروشيما وناغازاكي في أغسطس 1945، تحدث ألبرت أينشتاين وكتب بشكل متكرر في أواخر الأربعينيات من القرن الماضي داعيًا لإقامة منظمة «فوق وطنية» للسيطرة على جميع القوات العسكرية باستثناء قوات الشرطة المحلية، بما في ذلك الأسلحة النووية. اعتقد أن هذا قد يبدأ بالولايات المتحدة وبريطانيا العظمى والاتحاد السوفيتي، وينمو ليشمل معظم الدول الأخرى، مقدمًا هذا الحل باعتباره السبيل الوحيد لتجنب الحرب النووية. لقد تطرق إلى الفكرة في مقالتي نوفمبر 1945 ونوفمبر 1947 في مجلة «ذا أتلانتك» الشهرية إذ شرح كيفية كتابة دستور هكذا منظمة. في خطاب ألقاه في أبريل 1948 في قاعة كارنيغي، مكررًا: «لا يوجد سوى طريق واحد للسلام والأمن: طريق التنظيم فوق الوطني» وبفضل شهرته، أثارت أفكار أينشتاين حول الموضوع الكثير من النقاش والجدل، ولكن الاقتراح لم يلقَ الكثير من الدعم في الغرب واستهجنه الاتحاد السوفيتي.
أنشأ مجلس أوروبا، بموجب الدستور التأسيسي لعام 1949 واتفاقية حقوق الإنسان والحريات الأساسية، التي دخلت حيز التنفيذ في عام 1953؛ نظامًا قائمًا على حقوق الإنسان وسيادة القانون. بدأ روبرت شومان وزير الخارجية الفرنسي، النقاش حول الديمقراطية فوق الوطنية في خطاباته في الأمم المتحدة، وعند التوقيع على التشريعات الأساسية للمجلس وفي سلسلة من الخطب الأخرى في جميع أنحاء أوروبا وأمريكا الشمالية.
ورد مصطلح «فوق وطني» مرتين في معاهدة دولية لأول مرة في معاهدة باريس، 18 أبريل 1951. حدد هذا المصطلح القانوني الجديد طريقة الجماعة في عملية صناعة القرار لإنشاء الجماعة الأوروبية للفحم والصلب، وحدد نقطة بداية إعادة تنظيم الديمقراطية في أوروبا. إذ حدد العلاقة بين السلطة العليا أو المفوضية الأوروبية والمؤسسات الأربع الأخرى.، يتعلق المصطلح في المعاهدة بمفهوم ديمقراطي وقانوني جديد.
صرّح الآباء المؤسسون للجماعة الأوروبية والاتحاد الأوروبي الحالي بأن حركة القومية فوق الوطنية هي حجر الزاوية في النظام الحكومي. نُصَّ على هذا في البيان الأوروبي الصادر في 18 أبريل 1951، وهو نفس اليوم الذي وقَّع فيه الآباء المؤسسون الأوروبيون على معاهدة باريس.
«من خلال توقيع هذه المعاهدة، قدمت الأطراف المشاركة دليلًا على تصميمها على إنشاء أول مؤسسة فوق وطنية، وبالتالي فهي تضع الأساس الحقيقي لأوروبا المنظمة. تبقى أوروبا مفتوحة لجميع الدول. نأمل بشدة أن تنضم الدول الأخرى إلينا في مساعينا المشتركة».
جرى توقيع بيان المبادئ الذي تضمن حكمهم على التطورات المستقبلية الضرورية من قبل كونراد أديناور (ألمانيا الغربية) وبول فان زيلاند وجوزيف موريس (بلجيكا) وروبرت شومان (فرنسا) وكونت سفورزا (إيطاليا) وجوزيف بيتش (لوكسمبورغ) وديرك ستيكر وجان فان دن برينك (هولندا). وُضع البيان لتذكير الأجيال المقبلة بواجبها التاريخي المتمثل في توحيد أوروبا على أساس الحرية والديمقراطية تحت حكم القانون. وهكذا، نظروا إلى إنشاء أوروبا الأوسع والأعمق على أنها مرتبطة بشكل وثيق بالتطور الصحي للنظام فوق الوطني أو المجتمعي.
كانت أوروبا هذه مفتوحة لجميع الدول الحرة في اتخاذ قرار أو مشورة أو دعوة لتشجيع الحرية لدول الستار الحديدي. لم يرد المصطلح فوق الوطني في المعاهدات اللاحقة، مثل معاهدات روما، أو معاهدة ماستريخت، أو معاهدة نيس أو المعاهدة الدستورية أو معاهدة لشبونة المشابهة للغاية.

## العجز الديمقراطي في الاتحاد الأوروبي والنقابات الأخرى فوق الوطنية
في الاتحاد فوق الوطني، تُحل مشكلة كيفية التوفيق بين مبدأ المساواة بين الدول القومية، التي تنطبق على المنظمات الدولية (الحكومية الدولية)، ومبدأ المساواة بين المواطنين، والتي تنطبق أيضًا داخل الدول القومية، من خلال اعتماد النهج القطاعي، ما يسمح بتوسيع عدد العناصر الفاعلة ليتم تضمينها بطريقة مبتكرة وديمقراطية. هذا النهج ليس موجود فقط في البرلمان الكلاسيكي الذي له وظائف مختلفة قليلًا ولكن أيضًا في اللجان الاستشارية مثل اللجنة الاقتصادية والاجتماعية الأوروبية ولجنة المناطق التي تمنح المعاهدات صلاحيات مكافئة للبرلمانات في مناطقها الخاصة ولكنها ما تزال تطور إمكاناتهم في الوقت الحاضر. في الاتحاد الأوروبي، تمزج معاهدة لشبونة مبدأين اثنين هما (حكومة برلمانية تقليدية بحكومة منتخبة سياسيًا) مع (مجتمع فوق وطني بمفوضية أوروبية مستقلة تمامًا). تحاول الحكومات أيضًا التعامل مع معاهدة لشبونة باعتبارها معاهدة تقليدية بسيطة، أو حتى كتعديل على إحدى المعاهدات التي لا تتطلب دعم المواطنين أو موافقة ديمقراطية. ما تزال معاهدة لشبونة المقترحة والمشروع الدستوري السابق محتفظة في الاتحاد الأوروبي بعناصر الاتحاد فوق الوطني، على خلاف الدولة الفيدرالية مثل الولايات المتحدة الأمريكية. ولكن هذا على حساب الإمكانات الديمقراطية للاتحاد فوق الوطني الكامل كما كان مُتصوّرًا في المجتمع الأول.